# 미에현 선거구
미에현 선거구(일본어: 三重県選挙区)는 일본의 참의원 선거구이다.

## 선거구 정보
| 지역      | 미에현 전역              |
| 의원 정수 | 2명 (개선 정수 1명)      |
| 유권자 수 | 1,474,048명 (2022년 9월) |

## 역대 의원
| 홀수회                       | 홀수회        | 짝수회        | 짝수회                       |
| 의원                         | 선거          | 선거          | 의원                         |
| ---------------------------- | ------------- | ------------- | ---------------------------- |
| 구키 몬주로 (무소속)         | 1947년 제1회  | 1947년 제1회  | 아타케 사이지로 (악당회)     |
| 구키 몬주로 (무소속)         |               | 1950년 제2회  | 마에다 미노루 (무소속)       |
| 이노 히로야 (녹풍회)         | 1953년 제3회  |               | 마에다 미노루 (무소속)       |
| 이노 히로야 (녹풍회)         |               | 1955년 보궐   | 사이토 노보루 (무소속)       |
| 이노 히로야 (녹풍회)         |               | 1956년 제4회  | 사이토 노보루 (자유민주당)   |
| 이노 히로야 (자유민주당)     | 1959년 제5회  |               | 사이토 노보루 (자유민주당)   |
| 이노 히로야 (자유민주당)     |               | 1962년 제6회  | 사이토 노보루 (자유민주당)   |
| 이노 히로야 (자유민주당)     | 1965년 제7회  |               | 사이토 노보루 (자유민주당)   |
| 이노 히로야 (자유민주당)     |               | 1968년 제8회  | 사이토 노보루 (자유민주당)   |
| 구보타 후지마로 (자유민주당) | 1971년 제9회  |               | 사이토 노보루 (자유민주당)   |
| 구보타 후지마로 (자유민주당) |               | 1972년 보궐   | 사이토 주로 (자유민주당)     |
| 구보타 후지마로 (자유민주당) |               | 1974년 제10회 | 사이토 주로 (자유민주당)     |
| 사카쿠라 도고 (일본사회당)   | 1977년 제11회 |               | 사이토 주로 (자유민주당)     |
| 사카쿠라 도고 (일본사회당)   |               | 1980년 제12회 | 사이토 주로 (자유민주당)     |
| 미즈타니 쓰토무 (자유민주당) | 1983년 제13회 |               | 사이토 주로 (자유민주당)     |
| 미즈타니 쓰토무 (자유민주당) |               | 1986년 제14회 | 사이토 주로 (자유민주당)     |
| 이노우에 데쓰오 (연합회)     | 1989년 제15회 |               | 사이토 주로 (자유민주당)     |
| 이노우에 데쓰오 (연합회)     |               | 1992년 제16회 | 사이토 주로 (자유민주당)     |
| 히라타 고이치 (무소속)       | 1995년 제17회 |               | 사이토 주로 (자유민주당)     |
| 히라타 고이치 (무소속)       |               | 1998년 제18회 | 사이토 주로 (무소속)         |
| 다카하시 지아키 (무소속)     | 2000년 보궐   |               | 사이토 주로 (무소속)         |
| 다카하시 지아키 (무소속)     | 2001년 제19회 |               | 사이토 주로 (무소속)         |
| 다카하시 지아키 (무소속)     |               | 2004년 제20회 | 시바 히로카즈 (민주당)       |
| 다카하시 지아키 (민주당)     | 2007년 제21회 |               | 시바 히로카즈 (민주당)       |
| 다카하시 지아키 (민주당)     |               | 2010년 제22회 | 시바 히로카즈 (민주당)       |
| 요시카와 유미 (자유민주당)   | 2013년 제23회 |               | 시바 히로카즈 (민주당)       |
| 요시카와 유미 (자유민주당)   |               | 2016년 제24회 | 시바 히로카즈 (민진당)       |
| 요시카와 유미 (자유민주당)   | 2019년 제25회 |               | 시바 히로카즈 (민진당)       |
| 요시카와 유미 (자유민주당)   |               | 2022년 제26회 | 야마모토 사치코 (자유민주당) |

## 최근 선거 결과

### 2016년 (제24회)
|  | 49.72% |

|  | 47.48% |

|  | 2.81% |

### 2019년 (제25회)
|  | 50.27% |

|  | 44.31% |

|  | 5.42% |

### 2022년 (제26회)
|  | 53.44% |

|  | 36.87% |

|  | 6.76% |

|  | 2.93% |

## 같이 보기
- 미에현 제1구
- 미에현 제2구
- 미에현 제3구
- 미에현 제4구